# Reda Boultam
Reda Boultam, né le 3 mars 1998 à Almere aux Pays-Bas, est un footballeur néerlando-marocain évoluant au NK Olimpija Ljubljana.

## Biographie

### En club
Reda Boultam passe par le club amateur du SC Buitenboys, avant de signer à Almere City. En 2013, il intègre le centre de formation de l'Ajax Amsterdam.
Le 27 janvier 2017, il fait ses débuts professionnels en D2 néerlandaise avec les Jong Ajax face au FC Den Bosch (victoire, 1-2). Il entre à la 77e minute à la place de Mauro Savastano. Au total, il dispute quatre matchs de championnat en D2 néerlandaise avec les Jong Ajax.
Le 10 juillet 2018, il signe librement à l'US Cremonese en Serie B. Il porte le numéro 34 en hommage à Abdelhak Nouri. Il y dispute quatorze matchs et marque un but en deuxième division italienne. Il compte également un match en Coupe d'Italie.
Le 16 août 2020, il s'engage librement à l'US Triestina en Serie C. Lors de la saison 2020-21, il dispute neuf matchs et marque un but. Il termine la saison en étant promu en Serie B.

### En équipe nationale
En 2015, il est sélectionné avec les Pays-Bas des moins de 17 ans. Il participe avec cette équipe au championnat d'Europe des moins de 17 ans 2015 organisé en Bulgarie. Lors de cette compétition, il joue deux matchs. Il se met en évidence en marquant un but contre l'Angleterre en phase de poule. Avec un bilan de trois nuls, deux buts marqués et deux buts encaissés, les néerlandais sont éliminés dès le premier tour.